# 労働廃絶論
『労働廃絶論』（ろうどうはいぜつろん、英: The Abolition of Work）は、1985年にボブ・ブラックによって書かれたエッセイである。これは、Loompanics Unlimitedから出版されたブラックの最初の著書であるエッセイ集『労働廃絶論とその他のエッセイ（英: The Abolition of Work and Other Essays）』の一部である。ブラックはこの本の中で、労働批判に焦点を当てた、ポストシチュアシオニスト理論と個人主義アナキズムの融合である「タイプ 3 アナキズム」を解説している。

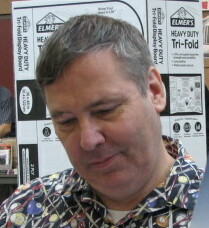
2011年に撮影された読書中のブラック

## 影響
『労働廃絶論』は、当時はサイバーパンクSFの代表的な作家だったブルース・スターリングに大きな影響を与え、彼はこの本を「1980年代の重要なアンダーグラウンドな書物の1つ」と呼んだ。 このエッセイの労働批判は、スターリングの1988年の小説『ネットの中の島々』における反労働派の基盤となった。